# Mare La Chaux
Mare La Chaux är en ort i Mauritius.   Den ligger i distriktet Flacq, i den centrala delen av landet, 26 km öster om huvudstaden Port Louis. Mare La Chaux ligger 50 meter över havet och antalet invånare är 2 058. Den ligger på ön Mauritius.
Terrängen runt Mare La Chaux är platt åt nordost, men åt sydväst är den kuperad. Havet är nära Mare La Chaux åt nordost. Runt Mare La Chaux är det tätbefolkat, med 530 invånare per kvadratkilometer. Närmaste större samhälle är Centre de Flacq, 3,8 km väster om Mare La Chaux. Omgivningarna runt Mare La Chaux är en mosaik av jordbruksmark och naturlig växtlighet.